# Sarcophaga shiritakaensis
Sarcophaga shiritakaensis är en tvåvingeart som beskrevs av Hori 1954. Sarcophaga shiritakaensis ingår i släktet Sarcophaga och familjen köttflugor. Inga underarter finns listade i Catalogue of Life.